# محطة نيو مايور 2
محطة نيو مايور (المعروفة أيضا بمحطة نيو مايور 2) كانت محطة ألمانية تعمل على طول السنة في خليج أتكا في أنتاركتيكا. افتتحت المحطة في 1992 لاستبدال محطة جورج فون نيو مايور.
في 20 فبراير 2009 استبدلت المحطة بدورها بمحطة الابحاث الجديدة محطة نيو مايور 3.

## وصلات خارجية
- مستقبل البحوث الألمانية في القطب الجنوبي: محطة نيو مايور 3